# Thiendorf
Thiendorf ist eine Gemeinde im Landkreis Meißen in Sachsen.

## Geographie
Die Gemeinde Thiendorf liegt zwischen der Großenhainer Pflege und den Königsbrück-Ruhlander Heiden, unmittelbar an der Bundesautobahn 13 sowie an der Bundesstraße 98.

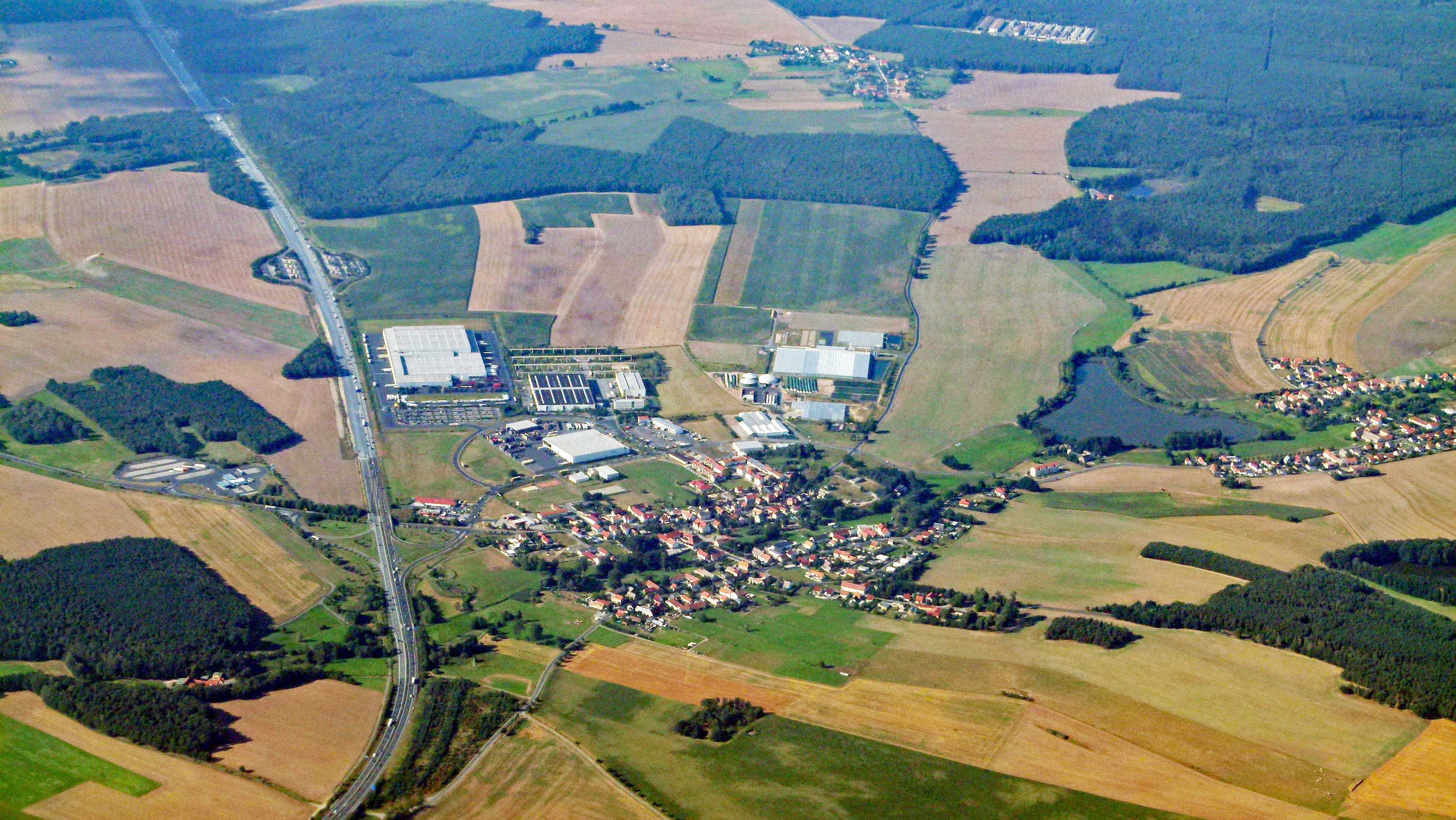
Thiendorf von Süden

Die Ortsteile von Thiendorf sind:
| - Dobra, - Kleinnaundorf, - Lötzschen, - Lüttichau, - Lüttichau-Anbau, | - Naundorf bei Ortrand, - Ponickau, - Sacka, - Stölpchen, - Tauscha, | - Tauscha-Anbau, - Thiendorf - Welxande, - Würschnitz, - Zschorna. |

## Geschichte
Erstmals urkundlich werden 1350 die Dörfer Dammenheim und Timmendorf erwähnt, die sich auf dem Gebiet des heutigen Thiendorf befinden.
Der Ortslage nach ist Thiendorf ein Straßendorf und Dammenhain ein Gut mit Häusern. Der bei Ausgrabungsarbeiten unweit des Gasthofes entdeckte Knüppeldamm rechtfertigt die Annahme, dass das Dorf bereits 1220/1250 durch die Herren von Schönfeld gegründet wurde. Für Franken als erste Siedler sprechen fränkische Hufe und Dreiseitenhöfe.
Am 1. Juli 1950 wurden die bis dahin eigenständigen Gemeinden Lötzschen und Welxande eingegliedert.
Anfang der 1990er kam es im Zuge der rassistischen Gewalttaten, die in Hoyerswerda stattfanden, auch zu Übergriffen in Thiendorf. Dabei wurde eine Unterkunft verwüstet und acht ausländische Staatsbürger verletzt.
Heute ist Thiendorf der Verwaltungssitz der gleichnamigen Gemeinde. Durch die gute Verkehrsanbindung hat sich das Gebiet in den letzten Jahren sehr positiv entwickelt. Neben vielen Neuansiedlungen in den einzelnen Ortsteilen ist vor allem das Gewerbegebiet östlich der Autobahn enorm gewachsen.
Zum 1. Januar 2016 wurde die Nachbargemeinde Tauscha eingemeindet, mit der Thiendorf bereits zuvor in der Verwaltungsgemeinschaft Thiendorf zusammengearbeitet hatte.

## Politik

### Gemeinderat
- FWL: 6
- LSV: 3
- RBV: 1
- SJD: 1
- CDU: 4
- AfD: 3

Seit der Gemeinderatswahl am 9. Juni 2024 verteilen sich die 18 Sitze des Gemeinderates folgendermaßen auf die einzelnen Gruppierungen:
- Freie Wahlliste „Für die Zukunft unserer Dörfer“ (FWL): 6 Sitze
- CDU: 4 Sitze
- AfD: 3 Sitze
- LSV 61 Tauscha: 3 Sitze
- Regionalbauernverband Elbe/Röder e. V. (RBV): 1 Sitz
- SV Jahn Dobra: 1 Sitz

| Wahlvorschlag                                    | 2024  | 2024 | 2019   | 2019   | 2014   | 2014   |
| Wahlvorschlag                                    | Sitze | in % | Sitze  | in %   | Sitze  | in %   |
| ------------------------------------------------ | ----- | ---- | ------ | ------ | ------ | ------ |
| Freie Wahlliste „Für die Zukunft unserer Dörfer“ | 6     | 34,2 | 9      | 46,0   | 3      | 22,4   |
| CDU                                              | 4     | 19,0 | 4      | 23,5   | 7      | 49,4   |
| AfD                                              | 3     | 18,7 | –      | –      | –      | –      |
| LSV Tauscha e. V.                                | 3     | 13,5 | 2      | 12,5   | –      | –      |
| Regionalbauernverband Elbe/Röder e. V.           | 1     | 7,9  | 2      | 10,5   | 4      | 28,2   |
| SV „Jahn“ Dobra                                  | 1     | 6,6  | 1      | 7,4    | –      | –      |
| Wahlbeteiligung                                  | 75,7  | 75,7 | 72,1 % | 72,1 % | 58,9 % | 58,9 % |

### Bürgermeister
Bürgermeister ist seit 2014 Dirk Mocker.
| Wahl | Bürgermeister | Vorschlag | Wahlergebnis (in %) |
| ---- | ------------- | --------- | ------------------- |
| 2021 | Dirk Mocker   | Mocker    | 97,2                |
| 2014 | Dirk Mocker   | Mocker    | 57,8                |
| 2010 | Armin Freund  | Freund    | 96,6                |
| 2003 | Armin Freund  | CDU       | 69,5                |

## Persönlichkeiten
- Otto Kaule (1870–1948), Zeichner, Landschaftsmaler, Illustrator und Exlibris-Künstle
- Oscar Theodor Auerswald (1827–1903), geboren in Ponickau
- Peter Kotte (* 1954), Fußballspieler, geboren in Lötzschen

## Wirtschaft
Neben verschieden kleineren Dienstleistungs- und Handwerksfirmen existieren im Industriegebiet "Am Fiebig", welches direkt an der Anschlussstelle der Autobahn A13 liegt, ein Zentrallager des Discounters Netto Markendiscount, mehrere größere Gewächshäuser und ein Verwaltungsgebäude der Firma Elsner Pac (ein Anbieter für Jungpflanzen und Saatgut) und ein sich zurzeit noch im Bau befindliches Logistik- und Paketzentrum des Versanddienstleisters Hermes.

## Sehenswürdigkeiten
- Kursächsischer Viertelmeilenstein von der Poststraße im Zuge der Via Regia, Nachbildung vor dem Gemeindeamt in Thiendorf (Originalteil von 1722 in einem Lapidarium in Meißen gesichert)

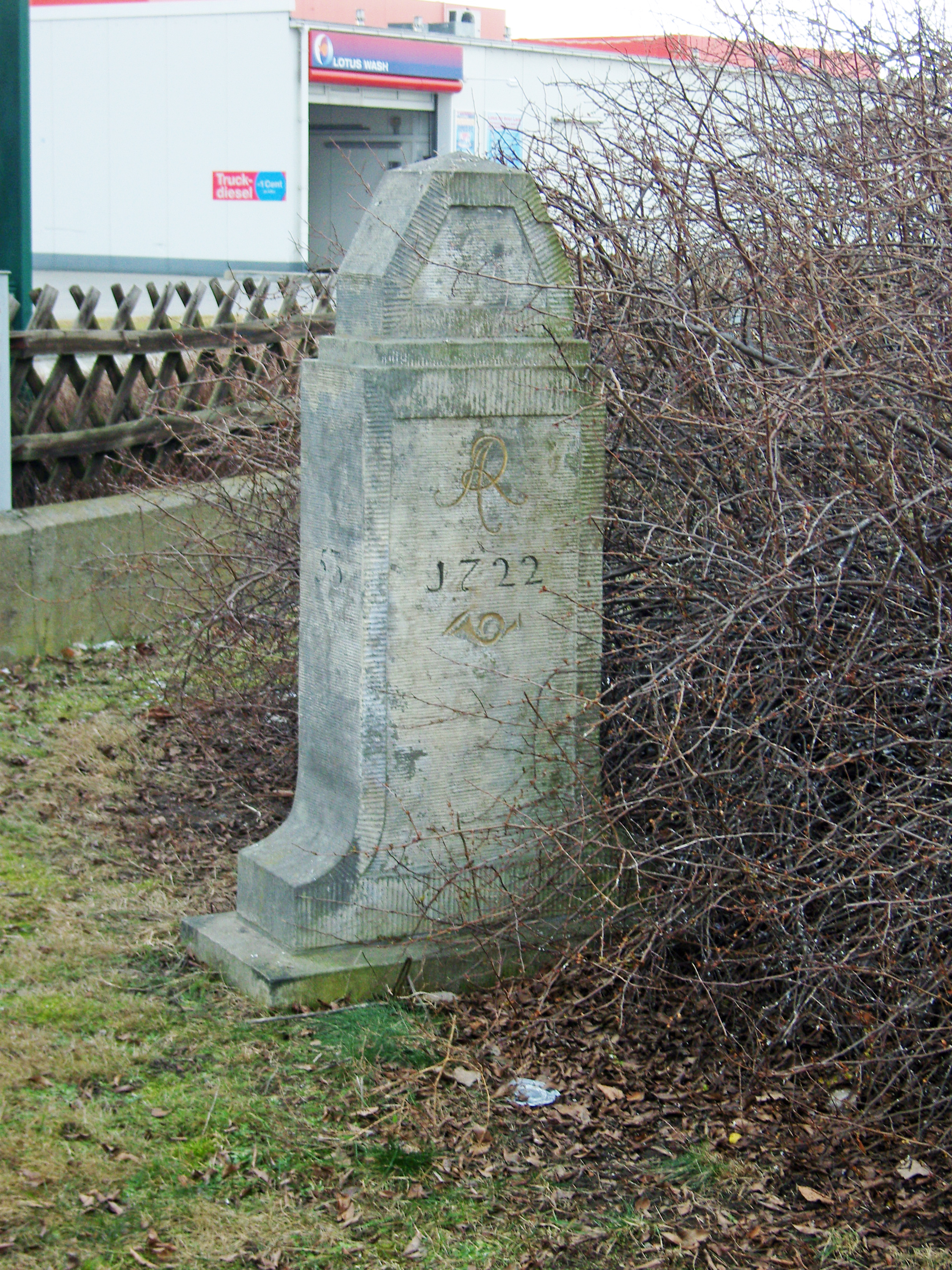
Viertelmeilenstein